# تشارلز تومسون (عازف بيانو)
تشارلز تومسون (بالإنجليزية: Charles Thompson)‏ (و. 1918 – 2016 م) هو عازف بيانو، وعازف أرغن، وعازف جاز أمريكي، ولد في سبرينغفيلد، أوهايو، يستخدم آلات بيانو، توفي في طوكيو، عن عمر يناهز 98 عاماً.

## وصلات خارجية
- تشارلز تومسون على موقع IMDb (الإنجليزية)
- تشارلز تومسون على موقع ميوزك برينز (الإنجليزية)
- تشارلز تومسون على موقع أول ميوزيك (الإنجليزية)
- تشارلز تومسون على موقع ديسكوغز (الإنجليزية)
- تشارلز تومسون على موقع ديسكوغز (الإنجليزية)

- تشارلز تومسون في قاعدة بيانات الأفلام على الإنترنت